# SM UC-31
SM UC-31 – niemiecki podwodny stawiacz min z okresu I wojny światowej, jedna z 64 zbudowanych jednostek typu UC II. Zwodowany 7 sierpnia 1916 roku w stoczni Vulcan w Hamburgu, został wcielony do służby w Kaiserliche Marine 2 września 1916 roku. Włączony w skład 1. Flotylli U-Bootów Hochseeflotte, a w 1918 roku czasowo przyporządkowany Flotylli Flandria, w trakcie służby operacyjnej okręt odbył 13 patroli i misji bojowych, w wyniku których zatonęło 38 statków o łącznej pojemności 51 017 BRT, a trzy statki o łącznej pojemności 8016 BRT i jeden okręt (o wyporności 1025 ton) zostały uszkodzone. SM UC-31 został poddany Brytyjczykom 26 listopada 1918 roku w wyniku podpisania rozejmu w Compiègne, a następnie złomowany w 1922 roku.

## Projekt i budowa
Dokonania pierwszych niemieckich podwodnych stawiaczy min typu UC I, a także zauważone niedostatki tej konstrukcji, skłoniły dowództwo Cesarskiej Marynarki Wojennej z admirałem von Tirpitzem na czele do działań mających na celu budowę nowego, znacznie większego i doskonalszego typu okrętu podwodnego. Opracowany latem 1915 roku projekt okrętu, oznaczonego później jako typ UC II, tworzony był równolegle z projektem przybrzeżnego torpedowego okrętu podwodnego typu UB II. Głównymi zmianami w stosunku do poprzedniej serii były: instalacja wyrzutni torpedowych i działa pokładowego, zwiększenie mocy i niezawodności siłowni oraz wzrost prędkości i zasięgu jednostki – kosztem rezygnacji z możliwości łatwego transportu kolejowego, ze względu na powiększone rozmiary.
SM UC-31 zamówiony został 29 sierpnia 1915 roku jako szesnasta jednostka z I serii okrętów typu UC II (numer projektu 41, nadany przez Inspektorat U-Bootów), w ramach wojennego programu rozbudowy floty . Został zbudowany w stoczni Vulcan w Hamburgu jako jeden z 21 okrętów typu UC II zamówionych w tej wytwórni. Stocznia oszacowała czas budowy okrętu na 8 miesięcy. UC-31 otrzymał numer stoczniowy 70 (Werk 70)  . Stępkę okrętu położono w 1915 roku , a zwodowany został 7 sierpnia 1916 roku. Koszt budowy okrętu wyniósł 1 mln 727 tys. marek.

## Dane taktyczno-techniczne

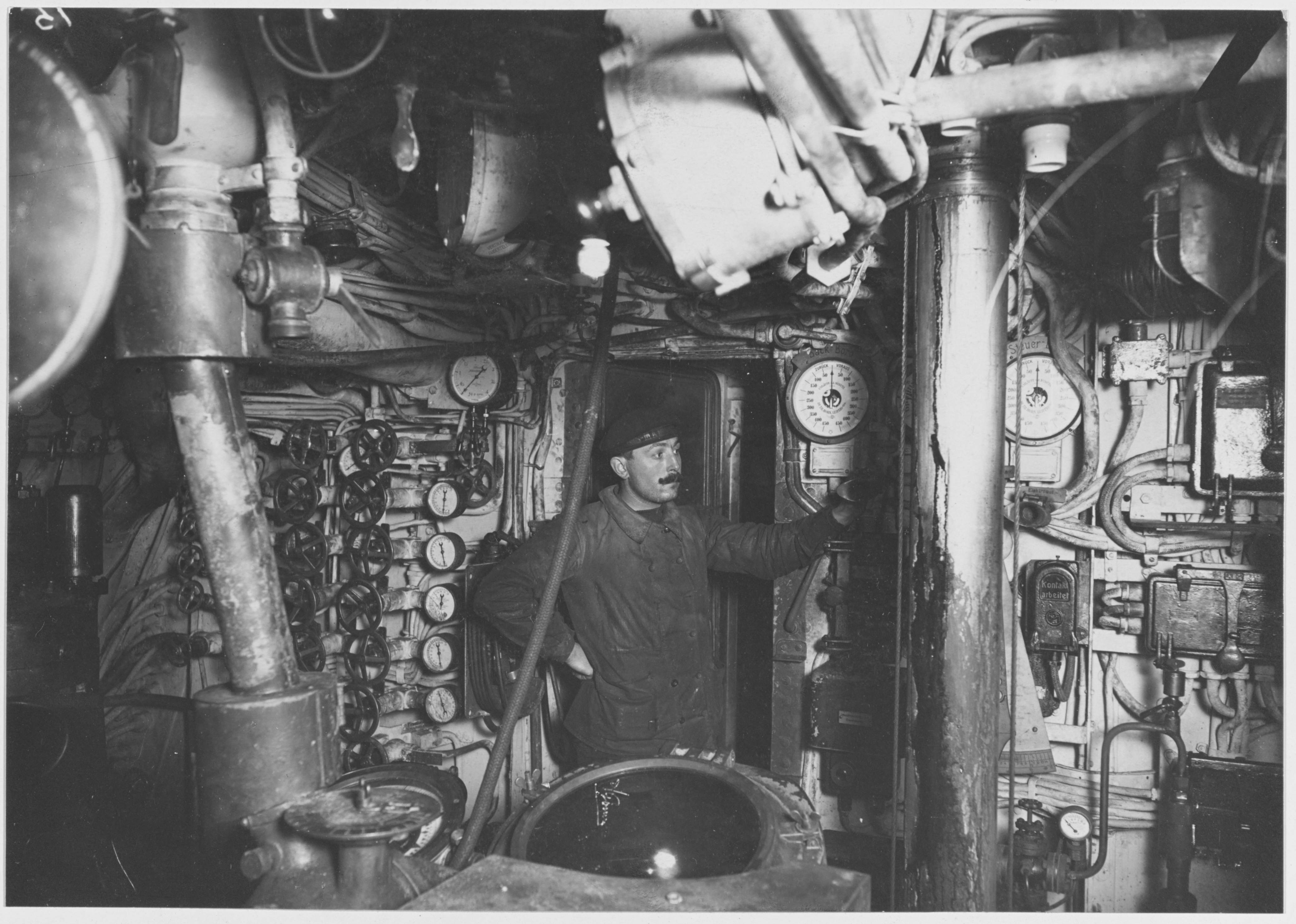
Wnętrze siostrzanego okrętu UC-58

SM UC-31 był średniej wielkości przybrzeżnym okrętem podwodnym o konstrukcji dwukadłubowej. Długość całkowita wynosiła 49,4 metra, szerokość 5,22 metra i zanurzenie 3,68 metra (wykonany ze stali kadłub sztywny miał 39,3 metra długości i 3,65 metra szerokości) . Wysokość (od stępki do szczytu kiosku) wynosiła 7,46 metra . Wyporność w położeniu nawodnym wynosiła 400 ton, a w zanurzeniu 480 ton. Jednostka miała wysoki, ostry dziób przystosowany do przecinania sieci przeciwpodwodnych; do jej wnętrza prowadziły trzy luki, zlokalizowane przed kioskiem, w kiosku i w części rufowej, prowadzący do maszynowni . Cylindryczny kiosk miał średnicę 1,4 metra i wysokość 1,8 metra, obudowany był opływową osłoną .
Okręt napędzany był na powierzchni przez dwa 6-cylindrowe, czterosuwowe silniki wysokoprężne MAN S6V23/34 o łącznej mocy 368 kW (500 KM), a pod wodą poruszał się dzięki dwóm silnikom elektrycznym SSW o łącznej mocy 340 kW (460 KM). Dwa wały napędowe obracały dwie śruby wykonane z brązu manganowego (o średnicy 1,9 metra i skoku 0,9 metra) . Okręt osiągał prędkość 11,6 węzła na powierzchni i 6,7 węzła w zanurzeniu. Zasięg wynosił 10 040 Mm przy prędkości 7 węzłów w położeniu nawodnym oraz 53 Mm przy prędkości 4 węzłów pod wodą. Zbiorniki mieściły 55 ton paliwa , a energia elektryczna magazynowana była w dwóch bateriach akumulatorów 26 MAS po 62 ogniwa, zlokalizowanych pod przednim i tylnym pomieszczeniem mieszkalnym załogi. Okręt miał siedem zewnętrznych zbiorników balastowych . Dopuszczalna głębokość zanurzenia wynosiła 50 metrów , a czas wykonania manewru zanurzenia 40 sekund.
Głównym uzbrojeniem okrętu było 18 min kotwicznych typu UC/200 w sześciu skośnych szybach minowych o średnicy 100 cm, usytuowanych w podwyższonej części dziobowej jeden za drugim w osi symetrii okrętu, pod kątem do tyłu (sposób stawiania – „pod siebie”). Układ ten powodował, że miny trzeba było stawiać na zaplanowanej przed rejsem głębokości, gdyż na morzu nie było do nich dostępu (co znacznie zmniejszało skuteczność okrętów). Wyposażenie uzupełniały dwie zewnętrzne wyrzutnie torped kalibru 500 mm (umiejscowione powyżej linii wodnej na dziobie, po obu stronach szybów minowych), jedna wewnętrzna wyrzutnia torped kalibru 500 mm na rufie (z łącznym zapasem 7 torped) oraz umieszczone przed kioskiem działo pokładowe kalibru 88 mm L/30, z zapasem amunicji wynoszącym 130 naboi . Okręt wyposażony był w dwa peryskopy Zeissa: wachtowy i bojowy oraz radiostację z podnoszonym masztem o wysokości 10 metrów. Wyposażenie uzupełniała kotwica grzybkowa o masie 272 kg .
Załoga okrętu składała się z trzech oficerów oraz 23 podoficerów i marynarzy.

## Służba

### 1916 rok
SM UC-31 został wcielony do służby w Cesarskiej Marynarce Wojennej 2 września 1916 roku . Tego dnia dowództwo jednostki objął por. mar. (niem. Oberleutnant zur See) Otto von Schrader . Po okresie szkolenia okręt został 10 grudnia włączony w skład 1. Flotylli U-Bootów Hochseeflotte . Obszarami działalności operacyjnej okrętu były najczęściej wschodnie wybrzeże Wielkiej Brytanii i zachodnia część kanału La Manche . 30 grudnia okręt postawił pod Sunderlandem liczącą 18 min zagrodę, na której nazajutrz zatonęła u ujścia Tyne brytyjska pilotówka „Protector” (200 BRT), a na jej pokładzie śmierć poniosło 19 załogantów .

### 1917 rok
W styczniu 1917 roku UC-31 oraz pozostałe podwodne stawiacze min typu UC II wchodzące w skład 1. Flotylli (UC-24, UC-29, UC-32, UC-33, UC-40, UC-41 i UC-42) postawiły u wschodnich wybrzeży Wysp Brytyjskich 26 zagród minowych liczących łącznie 126 min. 4 stycznia na postawionej przez UC-31 u ujścia rzeki Wear minie zatonął zbudowany w 1911 roku brytyjski parowiec „Lonclara” o pojemności 1294 BRT (śmierć poniosło czterech marynarzy)  . 25 stycznia w odległości 150 Mm na zachód od ławicy Horns Rev załoga U-Boota zatrzymała i po ewakuacji całej załogi zatopiła zbudowany w 1878 roku duński parowiec „O.B. Suhr” (1482 BRT), płynący z ładunkiem drobnicy z South Shields do Vejle (na pozycji 56°12′N 3°15′E/56,200000 3,250000) . 28 stycznia w odległości 60 Mm na wschód od latarni morskiej Longstone okręt zatrzymał i po zdjęciu załogi zatopił pochodzący z 1905 roku brytyjski trawler „Alexandra” o pojemności 179 BRT, biorąc do niewoli kapitana jednostki . Nazajutrz UC-31 zatrzymał i po ewakuacji załóg zatopił na Morzu Północnym dwa kolejne brytyjskie trawlery: zbudowany w 1900 roku „Shamrock” (173 BRT) i pochodzący z 1902 roku „Thistle” (167 BRT)  . 31 stycznia na postawioną przez U-Boota na wysokości Sunderlandu minę wszedł zbudowany w 1916 roku uzbrojony brytyjski parowiec „Ravensbourne” o pojemności 1226 BRT, transportujący węgiel na trasie Newcastle upon Tyne – Londyn. Statek zatonął ze stratą trzech członków załogi na pozycji 54°56′N 1°14′W/54,933333 -1,233333  .
Z dniem 1 lutego, rozkazem szefa sztabu admiralicji niemieckiej z 12 stycznia tego roku, U-Booty należące do czterech flotylli Hochseeflotte, Flotylli Flandria i Flotylli Pola rozpoczęły nieograniczoną wojnę podwodną. W dniach 20–28 lutego okręt postawił u wschodniego wybrzeża Anglii pięć zagród składających się łącznie z 18 min. 24 lutego na jednej z postawionych przez UC-31 min zatonął w odległości 5 Mm na północny wschód od Hartlepool zbudowany w 1881 roku brytyjski parowiec „Beneficent” o pojemności 1963 BRT, przewożący ładunek węgla z Newcastle upon Tyne do Hawru (na pozycji 54°44′N 1°04′W/54,733333 -1,066667, na pokładzie śmierć poniosły trzy osoby)  . 29 marca w odległości 2 Mm na wschód od Robin Hood’s Bay na postawioną przez okręt podwodny minę wszedł zbudowany w 1872 roku brytyjski parowiec „Kathleen Lily” (521 BRT), płynący z ładunkiem koksu z South Shields do Rouen. Statek zatonął ze stratą czterech załogantów (w tym kapitana) na pozycji 54°27′N 0°28′W/54,450000 -0,466667  . Następnego dnia ten sam los spotkał zbudowany w 1894 roku brytyjski parowiec „Harberton” o pojemności 1443 BRT, płynący z Blyth do Londynu z ładunkiem węgla (na pokładzie zginęło 15 członków załogi wraz z kapitanem) .
1 kwietnia okręt wyszedł z Helgolandu na kolejny wojenny patrol. 4 kwietnia U-Boot postawił zagrodę minową nieopodal Sunderlandu, po czym w odległości 60 Mm od Coquet Island zatrzymał i po ewakuacji całej załogi zatopił zbudowany w 1916 roku duński parowiec „Helga” (839 BRT), płynący z ładunkiem węgla z Kingston upon Hull do Kopenhagi . Nazajutrz w odległości 40 Mm na północny wschód od Coquet Island ten sam los spotkał pochodzący z 1896 roku duński parowiec „N.J. Fjord” o pojemności 1425 BRT, przewożący ładunek węgla i drobnicy z Blyth do Odense; tego dnia okręt podwodny postawił też trzy zagrody minowe nieopodal St Abb’s Head . 6 kwietnia na jedną z postawionych tam min wszedł na pozycji 55°55′N 2°07′W/55,916667 -2,116667 zbudowany w 1917 roku brytyjski uzbrojony trawler HMT „Strathrannoch” (215 BRT). Na jego pokładzie śmierć poniosła cała załoga, składająca się z 13 osób . 11 kwietnia w odległości 3 Mm na wschód od Robin Hood’s Bay na postawionej przez UC-31 minie zatonął ze stratą dwóch członków załogi zbudowany w 1904 roku uzbrojony brytyjski parowiec „Quaggy” (993 BRT), płynący pod balastem z Londynu do Newcastle upon Tyne  . Następnego dnia załoga U-Boota zatrzymała i po ewakuacji załóg zatopiła ogniem działa pokładowego cztery transportujące węgiel żaglowce: zbudowany w 1876 roku duński drewniany szkuner „Union” (152 BRT), płynący z Hartlepool do Aarhus (w odległości około 18–20 Mm na wschód od latarni morskiej Souter) ; zbudowany w 1909 roku holenderski „Dina Hinderika” (200 BRT), płynący z Hartlepool do Drammen (w odległości 30 Mm na północny wschód od Hartlepool) ; pochodzący w 1911 roku holenderski „Neptunus” (209 BRT), płynący z Hartlepool do Christianii (w odległości 20 Mm na północny wschód od Hartlepool)  oraz zbudowany w 1902 roku holenderski szkuner ze stalowym kadłubem „Voorwaarts” (147 BRT), także płynący z Hartlepool do Christianii (w odległości 20 Mm na północny wschód od Hartlepool) . 14 kwietnia w odległości 3,5 Mm na północny wschód od ujścia Tyne okręt storpedował i zatopił zbudowany w 1891 roku brytyjski parowiec „Spray” o pojemności 1072 BRT, płynący pod balastem z Aberdeen do Sunderlandu (nikt nie zginął) . Nazajutrz na pozycji 55°50′N 1°30′E/55,833333 1,500000 ofiarą wojennej działalności U-Boota padł zbudowany w 1891 roku brytyjski trawler „Brothertoft” (155 BRT) . 26 kwietnia por. mar. Otto von Schrader został awansowany na stopień kpt. mar. (niem. Kapitänleutnant) .
W maju UC-31 oraz pozostałe okręty wchodzące w skład 1. Flotylli (U-71, U-80, UC-29, UC-33, UC-41, UC-42, UC-44, UC-45, UC-49, UC-50, UC-51, UC-55, UC-75 i UC-77) postawiły wokół Wysp Brytyjskich 50 zagród minowych. 6 maja na północ od ławicy Dogger Bank UC-31 zatrzymał i po ewakuacji całej załogi zatopił ogniem artyleryjskim zbudowaną w 1902 roku holenderską żaglową łódź rybacką „Poseidon I” (98 BRT) . Dwa dni później na postawionej przez okręt podwodny nieopodal wyspy Mainland minie zatonął ze stratą 16 członków załogi zbudowany w 1905 roku jacht HMY „Zarefah” (279 BRT) . 17 maja okręt storpedował w odległości 20 Mm na wschód od archipelagu Orkadów dwa szwedzkie parowce: zbudowany w 1916 roku „Viken” o pojemności 1825 BRT, płynący z ładunkiem siarki z Freeport do Göteborga, który zatonął tracąc ośmiu załogantów  i pochodzący z 1897 roku „Aspen” (3103 BRT), transportujący pszenicę z Filadelfii do Sztokholmu, który został uszkodzony i zaholowany do Kirkwall .
30 czerwca w odległości 25 Mm na południowy wschód od latarni morskiej Mine Head załoga U-Boota zatrzymała i po ewakuacji całej załogi zatopiła zbudowany w 1862 roku brytyjski drewniany kecz „Lady Of The Lake” (51 BRT), płynący z ładunkiem drewna kopalnianego z Cork do Newport . 1 lipca w odległości 35 Mm na południe od latarni morskiej Galley Head okręt zatopił zbudowany w 1900 roku holenderski parowiec „Amstelland” (5404 BRT), płynący z Buenos Aires do Belfastu . Następnego dnia w odległości 122 Mm na północny zachód od latarni morskiej Fastnet (na pozycji 51°39′N 12°52′W/51,650000 -12,866667) UC-31 storpedował bez ostrzeżenia i zatopił zbudowany w 1898 roku uzbrojony brytyjski parowiec „Thirlby” o pojemności 2009 BRT, płynący z ładunkiem miedzi i rudy miedzi z Sewilli do Liverpoolu (na pokładzie statku śmierć poniosło dwóch marynarzy)  . 3 lipca w odległości 115 Mm na północny zachód od latarni morskiej Fastnet okręt podwodny storpedował bez ostrzeżenia i zatopił pochodzący z 1904 roku uzbrojony brytyjski parowiec „Matador” (3642 BRT), przewożący drobnicę na trasie Nowy Orlean – Liverpool, który zatonął na pozycji 51°16′N 12°25′W/51,266667 -12,416667 (życie straciło dwóch członków załogi)  .
21 lipca nowym dowódcą UC-31 został kpt. mar. Kurt Siewert . 7 sierpnia, przebywając na patrolu u wschodnich wybrzeży Szkocji, załoga U-Boota zaobserwowała znaczny ruch statków pływających w konwojach w rejonie Peterhead. Tego dnia w odległości 50 Mm na wschód od archipelagu Orkadów (na pozycji 59°00′N 0°58′W/59,000000 -0,966667) U-Boot storpedował zbudowany w 1880 roku szwedzki parowiec „Othalia” (1205 BRT), transportujący drewno z Malmö do Londynu. Statek został ciężko uszkodzony i na holu doprowadzony do Kirkwall; w późniejszym czasie odbudowano mu utraconą część rufową i powrócił do służby . Cztery dni później w pobliżu Lerwick okręt zatopił w ataku torpedowym zbudowany w 1893 roku duński parowiec „Holar” o pojemności 548 BRT, transportujący węgiel z Sunderlandu do Randers (zginął jeden członek załogi) . 12 sierpnia na pozycji 57°04′N 1°04′W/57,066667 -1,066667 ten sam los spotkał zbudowany w 1906 roku duński parowiec „Bogatyr” (1360 BRT), także przewożący ładunek węgla z Sunderlandu do Aarhus (obeszło się bez strat w ludziach) .
8 września na postawioną przez U-Boota minę wszedł w odległości 1 Mm na południe od Start Point zbudowany w 1899 roku uzbrojony brytyjski parowiec „Newholm” o pojemności 3399 BRT, płynący z ładunkiem rudy żelaza na trasie z Bilbao do Middlesbrough. Statek zatonął ze stratą 20 członków załogi  . Trzy dni później okręt storpedował na południowy wschód od Kinsale pochodzący z 1911 roku brytyjski parowiec „Cento” (3708 BRT), który wypłynął pod balastem z Cardiff. Płynący w składającym się z ośmiu jednostek handlowych konwoju (eskortowanym przez 10 niszczycieli) statek doznał uszkodzeń, a na jego pokładzie zginęły dwie osoby; mimo kontrataku eskorty UC-31 zdołał się oddalić bez uszkodzeń . 16 września załoga UC-31 zatrzymała i zatopiła w odległości 240 Mm od zachodniego wybrzeża Francji zbudowaną w 1908 roku francuską łódź rybacką „Quatre Freres” o pojemności 53 BRT .
13 listopada kolejnymi ofiarami U-Boota zostały dwa parowce: zbudowany w 1883 roku belgijski „Amelie” o pojemności 1135 BRT, płynący pod balastem z Hawru do Cardiff, który został zatopiony bez strat w załodze w odległości 7 Mm na południowy zachód od Start Point (na pozycji 50°09′N 3°48′W/50,150000 -3,800000)  oraz pochodzący z 1907 roku uzbrojony australijski „Australbush” o pojemności 4398 BRT, płynący pod balastem z Hawru do Barry, który został storpedowany bez ostrzeżenia 7 Mm na północny wschód od latarni morskiej Eddystone (zginęło dwóch marynarzy)  . 19 listopada na postawionej przez okręt podwodny minie zatonął zbudowany w 1915 roku brytyjski uzbrojony trawler HMT „Morococala” (265 BRT), na którego pokładzie śmierć poniosło 12 osób .

### 1918 rok
W dniach 17 stycznia – 10 lutego 1918 roku okręt przeprowadził patrol na wodach na południe od Irlandii. 21 stycznia na wodach kanału La Manche UC-31 storpedował bez ostrzeżenia i zatopił zbudowany w 1883 roku uzbrojony brytyjski parowiec „Teelin Head” o pojemności 1718 BRT, który wypłynął z ładunkiem ziemniaków z Belfastu (śmierć poniosło 13 załogantów wraz z kapitanem)  . 29 stycznia na północny zachód od Anglesey (na pozycji 53°29′N 5°12′W/53,483333 -5,200000) ten sam los spotkał zbudowany w 1911 roku uzbrojony brytyjski parowiec „Ethelinda” (3257 BRT), płynący z ładunkiem rudy żelaza z Bilbao do Barrow-in-Furness. Na pokładzie statku zginęło 26 członków załogi, w tym kapitan jednostki  . 
1 kwietnia w odległości 7 Mm na północny wschód od Larne U-Boot storpedował bez ostrzeżenia i zatopił nowy, zbudowany w 1918 roku brytyjski parowiec „Ardglass” o pojemności 4617 BRT, transportujący węgiel z Firth of Clyde na Morze Śródziemne, na którego pokładzie zginęło sześć osób  . 5 kwietnia w odległości 15 Mm na północ od Bardsey Island okręt storpedował bez ostrzeżenia zbudowany w 1888 roku brytyjski parowiec „Cyrene” o pojemności 2904 BRT, płynący z ładunkiem węgla z Newcastle upon Tyne do Blaye. Statek zatonął ze stratą 24 członków załogi, w tym kapitana  . 10 kwietnia na postawioną w odległości 1,5 Mm od latarni morskiej Fanad Head przez UC-31 minę wszedł brytyjski niszczyciel HMS „Magic” (1025 ts). Okręt został uszkodzony, a na jego pokładzie zginęło 25 marynarzy .
W okresie 14 czerwca – 7 października UC-31 włączono w skład II Flotylli Flandria (niem. II U-Bootflottille Flandern) . Ostatnim dowódcą U-Boota został 15 czerwca 1918 roku por. mar. rez. Willy Stüben, wcześniej dowodzący UB-10 . Do chwili zakończenia działań wojennych UC-31 nie odniósł żadnych sukcesów . 26 listopada w myśl postanowień rozejmu w Compiègne okręt został poddany Brytyjczykom  . Złomowano go w Canning Town w 1922 roku .

### Podsumowanie działalności bojowej
SM UC-31 wykonał łącznie 13 misji bojowych, podczas których za pomocą min, torped i ładunków wybuchowych zatopił 38 statków o łącznej pojemności 51 017 BRT, a trzy statki o łącznej pojemności 8016 BRT i niszczyciel o wyporności 1025 ton zostały uszkodzone . Na pokładach zatopionych i uszkodzonych jednostek zginęło co najmniej 218 osób, w tym 26 na brytyjskim parowcu „Ethelinda”  . Pełne zestawienie strat przedstawia poniższa tabela :
| Data              | Nazwa               | Państwo         | Tonaż       | Los jednostki |
| ----------------- | ------------------- | --------------- | ----------- | ------------- |
| 31 grudnia 1916   | „Protector”         | Wielka Brytania | 200         | zatopiony     |
| 4 stycznia 1917   | „Lonclara”          | Wielka Brytania | 1294        | zatopiony     |
| 25 stycznia 1917  | „O.B. Suhr”         | Dania           | 1482        | zatopiony     |
| 28 stycznia 1917  | „Alexandra”         | Wielka Brytania | 179         | zatopiony     |
| 29 stycznia 1917  | „Shamrock”          | Wielka Brytania | 173         | zatopiony     |
| 29 stycznia 1917  | „Thistle”           | Wielka Brytania | 167         | zatopiony     |
| 31 stycznia 1917  | „Ravensbourne”      | Wielka Brytania | 1226        | zatopiony     |
| 24 lutego 1917    | „Beneficent”        | Wielka Brytania | 1963        | zatopiony     |
| 29 marca 1917     | „Kathleen Lily”     | Wielka Brytania | 521         | zatopiony     |
| 30 marca 1917     | „Harberton”         | Wielka Brytania | 1443        | zatopiony     |
| 4 kwietnia 1917   | „Helga”             | Dania           | 839         | zatopiony     |
| 5 kwietnia 1917   | „N.J. Fjord”        | Dania           | 1425        | zatopiony     |
| 6 kwietnia 1917   | HMT „Strathrannoch” | Royal Navy      | 215         | zatopiony     |
| 11 kwietnia 1917  | „Quaggy”            | Wielka Brytania | 993         | zatopiony     |
| 12 kwietnia 1917  | „Dina Hinderika”    | Holandia        | 200         | zatopiony     |
| 12 kwietnia 1917  | „Neptunus”          | Holandia        | 209         | zatopiony     |
| 12 kwietnia 1917  | „Union”             | Dania           | 152         | zatopiony     |
| 12 kwietnia 1917  | „Voorwaarts”        | Holandia        | 147         | zatopiony     |
| 14 kwietnia 1917  | „Spray”             | Wielka Brytania | 1072        | zatopiony     |
| 15 kwietnia 1917  | „Brothertoft”       | Wielka Brytania | 155         | zatopiony     |
| 6 maja 1917       | „Poseidon I”        | Holandia        | 98          | zatopiony     |
| 8 maja 1917       | HMY „Zarefah”       | Royal Navy      | 279         | zatopiony     |
| 17 maja 1917      | „Aspen”             | Szwecja         | 3103        | uszkodzony    |
| 17 maja 1917      | „Viken”             | Szwecja         | 1825        | zatopiony     |
| 30 czerwca 1917   | „Lady of the Lake”  | Wielka Brytania | 51          | zatopiony     |
| 1 lipca 1917      | „Amstelland”        | Holandia        | 5404        | zatopiony     |
| 2 lipca 1917      | „Thirlby”           | Wielka Brytania | 2009        | zatopiony     |
| 3 lipca 1917      | „Matador”           | Wielka Brytania | 3642        | zatopiony     |
| 7 sierpnia 1917   | „Othalia”           | Szwecja         | 1205        | uszkodzony    |
| 11 sierpnia 1917  | „Holar”             | Dania           | 548         | zatopiony     |
| 12 sierpnia 1917  | „Bogatyr”           | Dania           | 1360        | zatopiony     |
| 8 września 1917   | „Newholm”           | Wielka Brytania | 3399        | zatopiony     |
| 11 września 1917  | „Cento”             | Wielka Brytania | 3708        | uszkodzony    |
| 16 września 1917  | „Quatre Freres”     | Francja         | 53          | zatopiony     |
| 13 listopada 1917 | „Amelie”            | Belgia          | 1135        | zatopiony     |
| 13 listopada 1917 | „Australbush”       | Australia       | 4398        | zatopiony     |
| 19 listopada 1917 | HMT „Morococala”    | Royal Navy      | 265         | zatopiony     |
| 21 stycznia 1918  | „Teelin Head”       | Wielka Brytania | 1718        | zatopiony     |
| 29 stycznia 1918  | „Ethelinda”         | Wielka Brytania | 3257        | zatopiony     |
| 1 kwietnia 1918   | „Ardglass”          | Wielka Brytania | 4617        | zatopiony     |
| 5 kwietnia 1918   | „Cyrene”            | Wielka Brytania | 2904        | zatopiony     |
| 10 kwietnia 1918  | HMS „Magic”         | Royal Navy      | 1025        | uszkodzony    |
| RAZEM             | RAZEM               | zatopione:      | zatopione:  | 38            |
| RAZEM             | RAZEM               | uszkodzone:     | uszkodzone: | 4             |